# شاکر محمود
شاکر محمود (انگلیسی: Shaker Mahmoud؛ زادهٔ ۵ مهٔ ۱۹۶۰) بازیکن فوتبال اهل عراق، که در پست هافبک برای عراق در جام جهانی فوتبال ۱۹۸۶ بازی کرده است. همچنین وی برای الشباب بازی می‌کرده است.